# Natural History Museum
Natural History Museum er et naturhistorisk museum i Exhibition Road i South Kensington i London.
Museets bygninger er kendt for deres arkitektur og er blevet omtalt som ”naturhistoriens katedral”.[kilde mangler] Museet blev åbnet i 1881, og genstande der var doneret fra samlingerne i British Museum udgjorde kernen i udstillingen. 
Samlingerne omfatter i dag over 80 millioner genstande fordelt på fem hovedsamlinger: botanik, entomologi, mineralogi, palæontologi og zoologi. Ud over museumsdriften er Natural History Museum et verdenskendt forskningscenter,[kilde mangler] med taksonomi, identificering og konservering som specialer. Mange af genstandene har ud over deres naturvidenskabelige værdi også betydelig historisk værdi. Fx eksemplarer indsamlet af Charles Darwin. 
Museet er særligt kendt for sin udstilling af dinosaurskeletter. I forhallen findes en kopi af en Diplodocus. Modellen er lavet efter originalen som findes på Carnegie Museum of Natural History i Pittsburgh.